# 한류초등학교
한류초등학교(韓流初等學校)는 대한민국 경기도 고양시에 있는 공립 초등학교이다.

## 연혁
- 2019년 9월 1일 : 개교
- 한류초등학교 티볼부는 5월25일 고양시타볼대회를 우승함. 이어, 열린 도대회에선 아쉽게 탈락함(심판아 조심하자)